# Pimpinella cypria
Pimpinella cypria ist eine Pflanzenart aus der Gattung der Bibernellen (Pimpinella) innerhalb der Familie der Doldenblütler (Apiaceae).
Diese seltene, endemisch vorkommende Art zeichnet sich durch ihre weißen doldenförmigen Blüten und die auffälligen gefiederten Blätter mit breiten Blättchen aus. Sie wächst in den Kalksteinspalten des Kyrenia-Gebirges im Norden von Zypern und hat sich dort mit spezialisierten Merkmalen an das Mittelmeerklima angepasst, um saisonale Trockenheit und felsiges Gelände zu überstehen.

## Merkmale
Pimpinella cypria ist eine krautige ausdauernde Pflanze und wächst aus einem kräftigen, verholzten Wurzelstock, der von den getrockneten Blattscheiden der Vorjahre umgeben ist. Aus dieser Basis wachsen aufrechte, deutlich gerippte Pflanzenstängel, die typischerweise 60–70 cm hoch werden und mit weichen, abstehenden Haaren bedeckt sind. Unterhalb der	Blütenstände ist die Verzweigung gering, wodurch die Pflanze eine klare, aufrechte Form bewahrt. Die dichte Behaarung, besonders entlang der Hauptblattadern, dient vermutlich der Verringerung von Wasserverlust und dem Schutz vor Pflanzenfressern.
Jedes grundständige Blatt ist in der Regel in fünf breite Blättchen unterteilt (manchmal nur drei), wobei manche Blätter fächerförmig und ungeteilt erscheinen können. Diese Blättchen messen bis zu 4 cm in der Länge und 3 cm in der Breite und sind fein behaart – spärlicher auf der Oberseite, dichter auf der Unterseite – was die netzartigen Blattadern betont. Die Ränder der Blättchen sind sanft gezähnt und unregelmäßig gelappt, wobei das Endblättchen oft tief dreigeteilt ist. Die Blattstiele können bis zu 12 cm lang werden und leiten Regenwasser sanft zur Sprossachse. Weiter oben an der Pflanze werden die Blätter seltener und schmaler – teils auf zwei schlanke Segmente reduziert – behalten aber eine ähnliche weiche Behaarung.
Die Blütezeit liegt im Frühjahr (April bis Mai), wobei Pimpinella cypria ihre Blüten in endständigen Dolden trägt. Diese sind in lockeren, verzweigten Rispen mit sechs bis vierzehn Strahlen angeordnet; jeder Strahl ist 2–9 cm lang und leicht borstig. Die kleinen Blüten besitzen schmutzig-weiße Kronblätter von etwa 1 mm Länge mit zwei ungleich großen Lappen. Nach der Blüte bildet die Pflanze schmal-eiförmige Früchte von etwa 4 mm Länge und 2,5 mm Breite aus; jedes einsamige Segment ist seitlich abgeflacht, mit feinen weißen Haaren bedeckt und durch fünf schmale Längsrippen gekennzeichnet.
Die diploide Chromosomenzahl von Pimpinella cypria wurde mit 2n = 20 bestimmt.

## Lebensraum und Verbreitung
Pimpinella cypria wächst in Kalksteinspalten an vielen schattigen, nordseitigen Standorten. Als endemisch im Norden Zyperns vorkommende Art ist Pimpinella cypria auf felsige, nordgerichtete Hänge des Kyrenia-Gebirges beschränkt. Besonders häufig kommt sie in der Umgebung der Burg St. Hilarion in Höhenlagen von 750–820 m vor – dort bevorzugt sie sonnige, aber geschützte Kalksteinvorsprünge.